# مسجد ووشي
مسجد ووشي (بالصينية 无锡清真寺; بال Wúxī Qīngzhēnsì)، يقع مسجد ووشي في مدينة ووشي التابعة لمقاطعة جيانغسو في الصين
. ومسجد ووشي قريب من محطة مترو ووشي.